# 周漢輝
周漢輝（1979年—），香港詩人、作家，信耶穌。香港出生。作品以香港公屋詩系列為代表，刻劃都市底層生活。在台港兩地獲獎無數。2018年，受邀美國愛荷華大學國際寫作計畫。

## 作品

### 得獎
- 〈回水澗石〉 - 第五屆城市文學創作獎。 （页面存档备份，存于）
- 〈時間的問題〉 - 第十三屆台北文學獎。
- 〈姑姑〉 - 第十屆聯合報宗教文學獎。  （页面存档备份，存于）
- 〈房客絮記〉 - 第二屆新北市文學獎。  （页面存档备份，存于）
- 〈人河〉 - 第七屆大學文學獎。 []
- 〈腸仔包〉 ─ 第二十期 - 明報月刊。

### 個人詩集
- 《長鏡頭》，風雅出版社，15/08/2010，ISBN 9789881861078
- . 香港: 石磬文化. 2019. ISBN 9789881425348.
- . 台灣: 二○四六出版. 2023. ISBN 9786269702350.

### 評論
- 家內家外的流動寫真——淺介葉英傑詩集《尋找最舒適的坐姿》（页面存档备份，存于）

## 得獎紀錄
| 舉辦年份 | 舉辦比賽                         | 舉辦機構                             | 獎項                 | 頒獎典禮   | 網址                        |
| -------- | -------------------------------- | ------------------------------------ | -------------------- | ---------- | --------------------------- |
| 2001     | 71種心情=71個故事                | 突破機構、7-Eleven便利店和新城娛樂台 | 激情篇入圍獎         | 2001       |                             |
| 2008     | 第三十五屆青年文學獎             | 第三十五屆青年文學獎協會             | 新詩高級組冠軍       | 07/10/2008 | 瀏覽 （页面存档备份，存于） |
| 2009     | 第二屆秋螢新人詩獎               | 秋螢                                 | 冠軍                 | 2009       |                             |
| 2009     | 香港本土文學大笪地網站詩歌文學獎 | 香港本土文學大笪地網站               | 冠軍                 | 01/02/2010 |                             |
| 2010     | 第五屆城市文學創作獎             | 香港城市大學                         | 新詩組冠軍           | 15/05/2010 | 瀏覽 （页面存档备份，存于） |
| 2010     | 第十三屆台北文學獎               | 臺北市政府文化局                     | 成人組現代詩佳作獎   | 13/03/2011 | 瀏覽                        |
| 2010     | 第一屆李聖華現代詩青年獎         | 培英中學校董會                       | 公開組冠軍           | 08/10/2011 | 瀏覽（页面存档备份，存于）  |
| 2011     | 第十屆聯合報宗教文學獎           | 聯合報                               | 新詩二獎             | 31/03/2012 |                             |
| 2012     | 第二屆新北市文學獎               | 新北市政府文化局                     | 成人組散文第二名     | 01/08/2012 | 瀏覽 （页面存档备份，存于） |
| 2012     | 第七屆大學文學獎                 | 香港浸會大學                         | 新詩組冠軍           | 25/05/2013 | 瀏覽 （页面存档备份，存于） |
| 2014     | 2014香港藝術發展獎               | 香港藝術發展局                       | 藝術新秀獎(文學藝術) | 24/04/2015 | 瀏覽                        |
| 2014     | 2014 中文文學創作獎              | 香港公共圖書館                       | 新詩組第一名         | 24/11/2016 | 瀏覽 （页面存档备份，存于） |
| 2018     | 第六屆金車現代詩網路徵文獎       | 金車文藝中心                         | 特優                 | 19/05/2018 | 瀏覽 （页面存档备份，存于） |

### 註腳
1. 1 2  獅子山詩歌朗誦會 （页面存档备份，存于）
2. ↑  香港01 《暫時的河》吟誦公屋詩系之一 2016年12月12日
3. ↑  盧瑛婷. . 香港01. 2016-12-09  [2023-10-08]. （原始内容存档于2021-08-07） （中文（香港））.
4. ↑  聯合新聞網. . 聯合新聞網.   [2023-10-08] （中文（臺灣））.
5. ↑  2018 愛荷華大學國際寫作計劃 The International Writing Program （页面存档备份，存于）

### 伸展閱讀
- 詩人與家人：周漢輝&周鉑陶（页面存档备份，存于）
- 第三十五屆青年文學獎新詩組得主訪問 （页面存档备份，存于）
- 進修文學周漢輝享受詩生活 （页面存档备份，存于）
- 校友周漢輝再奪新詩獎 （页面存档备份，存于）

### 媒體訪問
- 2014 藝術新秀獎(文學藝術) Award for Young Artist (Literary Arts) 2015年4月28日
- RTHK 香港電台-好想藝術：14 《進行中》 2017年4月23日 （页面存档备份，存于）

## 外部連結
- 二手心舍 （页面存档备份，存于）
- 周漢輝的Facebook專頁